# 克里斯·帕帕斯 (南非政治人物)
克里斯托弗·“克里斯”·约翰·帕帕斯（1991年8月26日—）是南非政治人物，现任乌姆恩盖尼地方自治市市长。他是民主联盟成员，曾于2021年至2023年期间担任该党在夸祖鲁-纳塔尔省的副主席。帕帕斯曾于2016年至2019年担任德班市议员，并于2019年至2021年期间担任夸祖鲁-纳塔尔省议会民主联盟议员。

## 早年生活与教育
帕帕斯来自穆伊河的一个希腊裔家庭，有一个妹妹。他先后就读于特雷弗顿预备学校与学院以及希尔顿学院。在比勒陀利亚大学攻读城市与区域规划期间，他曾受到国民大会党的邀请，以该党的名义竞选学生代表委员会成员。他接受了邀请，随后成功当选为校学生代表委员会委员。帕帕斯还曾短暂担任学生会临时主席。

## 职业生涯
帕帕斯去约翰内斯堡中部地区市政府面试，两天后就被夸祖鲁-纳塔尔省的民主联盟挖走了。在加入民主联盟后，他担任该党在夸祖鲁-纳塔尔省2014年大选的竞选经理。
2016年，帕帕斯在第31选区当选特克維尼大都市自治市议员。2018年8月，他因称这座城市“肮脏且危险”而遭到批评。
帕帕斯在2019年5月的省选中当选为夸祖鲁-纳塔尔省立法议会议员。随后他被任命为民主联盟的农业发言人。
2021年1月，帕帕斯被任命为该党在合作治理与传统事务方面的发言人，接替了姆巴利·恩图利。2021年3月27日，他击败了赫伦吉韦·肖兹和萨米尔·辛格，成功当选民主联盟在夸祖鲁-纳塔尔省的省级副领导人。

## 乌姆恩盖尼市长
2021年9月11日，民主联盟宣布帕帕斯为2021年11月地方政府选举中该党在乌姆恩盖尼地方政府选举的市长候选人，这一举措成功使乌姆恩盖尼成为夸祖鲁-纳塔尔省第一个由民主联盟占多数主导地位的自治市。
2021年11月12日，遭停职的非国大市政经理坦贝卡·西巴内试图主持首次市议会会议。民主联盟反对由她主持此次会议，认为这样做是非法的并拒绝参与。随后，民主联盟成员退出了会议。帕帕斯和其他民主联盟的区议员在当天稍晚时分，于霍威克地方法院宣誓就职。11月17日，民主联盟向法院提交申请，要求迫使代理市政经理桑迪尔·布特赫雷齐召集首次市议会会议，以选举市政府领导。彼得马里茨堡高等法院支持民主联盟的请求，判令布特赫雷齐召开市议会会议。帕帕斯于2021年11月22日当选，成为夸祖鲁-纳塔尔省首位民主联盟籍市长，也是全南非以及全非洲首位出柜的市长。
2023年1月，帕帕斯宣布将在4月的省级党大会上不再竞选民主联盟的省级副领导人职务，即将离任的省副主席斯坦贝索·恩吉马当选接替其职。
2023年9月13日，帕帕斯被《时代杂志》列入“次世代百大影响人物榜单”。他是2024年选举中夸祖鲁-纳塔尔省省长职位的民主联盟候选人。